# Peter Nicholas
Peter Nicholas (ur. 10 listopada 1959 w Newport) – walijski piłkarz grający na pozycji defensywnego pomocnika. W swojej karierze rozegrał 73 mecze w reprezentacji Walii i strzelił w niej 2 gole.

## Kariera klubowa
Karierę piłkarską Nicholas rozpoczął w klubie Crystal Palace. W 1977 roku awansował do kadry pierwszego zespołu i 20 sierpnia 1977 zadebiutował w nim w zwycięskim 3:0 wyjazdowym meczu z Millwall. W sezonie 1978/1979 wygrał z Crystal Palace rozgrywki Division Two i awansował do Division One. W zespole Crystal Palace grał do marca 1981.
Kolejnym klubem w karierze Nicholasa był Arsenal. W nim swój debiut zanotował 21 marca 1981 w zremisowanym 1:1 wyjazdowym spotkaniu z Norwich City. W londyńskim klubie grał do końca sezonu 1982/1983.
W 1983 roku Nicholas odszedł z Arsenalu i wrócił do Crystal Palace, grającego wówczas w Division Two. W trakcie sezonu 1984/1985 opuścił Crystal Palace i podpisał kontrakt z Luton Town. Zadebiutował w nim 2 lutego 1985 w zremisowanym 2:2 domowym meczu z Tottenhamem Hotspur. W barwach Luton grał przez 2,5 roku w Division One. W sezonie 1987/1988 Nicholas był zawodnikiem szkockiego Aberdeen FC. W 1988 roku wystąpił w przegranym po serii rzutów karnych finale Pucharze Ligi Szkockiej z Rangers.
W połowie 1988 roku Nicholas został zawodnikiem grającej w Division Two, Chelsea. Swój debiut w niej zaliczył 27 sierpnia 1988 w meczu przeciwko Blackburn Rovers (1:2). Wiosną 1989 awansował z Chelsea do Division One. W trakcie sezonu 1990/1991 odszedł do Watfordu, a latem 1992 zakończył w nim swoją karierę.
| Sezon   | Klub           | Kraj    | Rozgrywki        | Mecze | Bramki |
| ------- | -------------- | ------- | ---------------- | ----- | ------ |
| 1977/78 | Crystal Palace | Anglia  | Division Two     | 23    | 1      |
| 1978/79 | Crystal Palace | Anglia  | Division Two     | 37    | 3      |
| 1979/80 | Crystal Palace | Anglia  | Division One     | 39    | 2      |
| 1980/81 | Crystal Palace | Anglia  | Division One     | 28    | 1      |
| 1980/81 | Arsenal        | Anglia  | Division One     | 8     | 1      |
| 1981/82 | Arsenal        | Anglia  | Division One     | 31    | 0      |
| 1982/83 | Arsenal        | Anglia  | Division One     | 21    | 0      |
| 1983/84 | Crystal Palace | Anglia  | Division Two     | 25    | 3      |
| 1984/85 | Crystal Palace | Anglia  | Division Two     | 22    | 4      |
| 1984/85 | Luton Town     | Anglia  | Division One     | 19    | 0      |
| 1985/86 | Luton Town     | Anglia  | Division One     | 41    | 0      |
| 1986/87 | Luton Town     | Anglia  | Division One     | 42    | 1      |
| 1987/88 | Aberdeen       | Szkocja | Premier Division | 39    | 3      |
| 1988/89 | Chelsea        | Anglia  | Division Two     | 39    | 1      |
| 1989/90 | Chelsea        | Anglia  | Division One     | 29    | 0      |
| 1990/91 | Chelsea        | Anglia  | Division One     | 12    | 1      |
| 1990/91 | Watford        | Anglia  | Division Two     | 15    | 0      |
| 1991/92 | Watford        | Anglia  | Division Two     | 25    | 1      |

## Kariera reprezentacyjna
W reprezentacji Walii Nicholas zadebiutował 19 maja 1979 roku w wygranym 3:0 meczu Mistrzostw Brytyjskich ze Szkocją, rozegranym w Cardiff. W swojej karierze grał w: eliminacjach do Euro 80, MŚ 1982, Euro 84, MŚ 1986, Euro 88, MŚ 1990 i Euro 92. Od 1979 do 1991 roku rozegrał w kadrze narodowej 73 mecze i strzelił w nich 2 gole.

## Kariera trenerska
Po zakończeniu kariery piłkarskiej Nicholas został trenerem. W latach 2000–2001 prowadził zespół Barry Town, a w latach 2002–2004 – Newport County. W 2005 roku został szkoleniowcem klubu Llanelli. Pracował w nim do 2009 roku. Wraz z Llanelli wywalczył mistrzostwo Walii oraz Puchar Ligi w sezonie 2007/2008.